# Маломолева
Маломолева — деревня в Аларском районе Усть-Ордынского Бурятского округа Иркутской области. Входит в муниципальное образование «Могоёнок».

## География
Деревня расположена в 10 км северо-восточнее районного центра.
Состоит из 1 улицы (Центральная).

## Происхождение названия
Название происходит от фамилии основателя деревни Молев и прилагательного малый.

## Экономика
В деревне функционирует животноводческая ферма, принадлежащая ЗАО «Нива». На 2006 год насчитывалось 640 голов коров, 200 из которых — дойные. На ферме около 30 сотрудников.

## Спорт
В деревне располагается ипподром, на котором регулярно проходят соревнования.

## Население
| 2002 | 2010 | 2011 | 2012 |
| ---- | ---- | ---- | ---- |
| 200  | ↘198 | ↘197 | ↘195 |